# Anne Gribbons
Anne Gribbons es una jinete estadounidense que compitió en la modalidad de doma. Ganó una medalla de plata en los Juegos Panamericanos de 1995, en la prueba por equipos.

## Palmarés internacional
| Juegos Panamericanos | Juegos Panamericanos      | Juegos Panamericanos | Juegos Panamericanos |
| Año                  | Lugar                     | Medalla              | Categoría            |
| -------------------- | ------------------------- | -------------------- | -------------------- |
| 1995                 | Mar del Plata (Argentina) | Medalla de plata     | Por equipos          |